# 翡翠台 (東南亞)
翡翠台 (東南亞)（英語：TVB Jade (Southeast Asia)）是香港電視廣播(國際)有限公司擁有的一條以粵語廣播為主的綜合娛樂頻道。

tvbj新加坡於2013年至2016年所使用的台徽

## 歷史
翡翠台 (新加坡)前身为翡翠衛星台（東南亞版本）。翡翠衛星台，於2000年7月3日啟播，每日24小時播放節目。其後，在東南亞有操粤語的人群需要增加東南亞版本。2016年，马来西亚翡翠台正式上架播映。

## 節目
翡翠衛星台主要播放香港無綫電視自製節目，包括新聞、劇集、綜藝及資訊節目等，東南亞版本製作而播放的《翡翠衛星轉播站》（本節目介紹無綫各中文頻道的節目預告），以及《都市特搜》等。
劇集方面，主要播放香港無綫電視自製劇集，逢星期一至五播放的劇集與香港翡翠台同步首播。

## 各地版本播放
翡翠衛星台的東南亞版本在新加坡透過星和視界、香港等平台播出，其中透過藝華衛視於東經138度播放的翡翠衛星台東南亞版本訊號覆蓋中國大陸（已停播）。
東南亞版本當時在印度尼西亞、新加坡及泰國播放，主要以全日大部分播放香港無綫電視劇集（全香港粵語廣播）、音樂、生活及娛樂綜藝節目，東南亞版本製作而播放的《翡翠衛星轉播站》(本節目介紹各華語頻道的節目預告)，還有轉播無線電視其他频道的新聞，每天凌晨1點至下午1點，此頻道轉播鳳凰衛視香港台和無線娛樂新聞報導，此舉維持至2018年8月31日止。
大馬版TVB翡翠台於2016年5月1日於馬來西亞Astro開播。此頻道主要播放香港TVB翡翠台同日播放的新聞和黃金時段節目和於翡翠台同日播放的其他節目。此版本宣稱有約50%的節目的節目與香港翡翠台同步除此之外，大馬版TVB翡翠台也播放TVB在馬來西亞製作的節目，和針對為大馬觀眾搜購的電影及音樂會等特備節目 。大馬版TVB翡翠台除了部分黃金時段節目之外，其餘時間不會與香港版翡翠台同步。同時，大馬版TVB翡翠台的部份節目也於Astro華麗台和Astro AOD同步播出，當中更有節目是於同日或稍後時段播映。與Astro華麗台不同，大馬版翡翠台為翡翠娱乐配套（2020年4月5日起停止配套服务）的頻道，至尊配套，Super Pack 3，Super Pack Plus 3或Super Pack Plus 4用戶須額外收費。
2018年9月1日起，東南亞版本翡翠衛星台全新改版，並更名為翡翠台。與大馬版翡翠台一样，同步播出港版翡翠台電視劇集。全天候24小時播放港版連續劇、綜藝節目、新聞資訊節目、兒童節目，與無綫翡翠台一致。同時此台也停止了在內地衛星和印尼First Media傳送，僅透過星和視界播出。節目播出之後，可以通過HUB粵語首選（839頻道）重看節目。
从2019年9月5日起（原定于2019年9月9日），新電信電視用戶可通過511頻道收看翡翠台。節目播出後，可通過遙控器上的黃色按鈕重溫節目。
从2020年4月1日起，馬來西亞Astro頻道編號全新編排，翡翠台（东南亚）和Astro華麗台HD合并，而频道号码也会从原有的326频道改成310频道。并且也会播马来西亚与TVB合作的制作节目，部分節目Astro華麗台會遷移至此頻道，而新加坡播放不受影響。本频道也会从当天起提升至24小时播放。
从2025年7月25日起，馬來西亞Unifi TV用戶可通過321頻道收看翡翠台

## 外部連結
- Astro 翡翠娱乐配套 （页面存档备份，存于）
- 翡翠台（新加坡）（英文）
- 翡翠台節目表（馬來西亞） （页面存档备份，存于）（英文）